# Terminator 2: Sudnji dan
Terminator 2: Sudnji dan (eng. Terminator 2: Judgment Day, uobičajena kratica T2), američki znanstveno-fantastični film iz 1991. godine, nastavak Terminatora, kojeg je kao i prvijenac režirao James Cameron, dok glavnu ulogu opet igra Arnold Schwarzenegger. Nastavak je postigao izniman uspjeh te je proglašen superiornijim u odnosu na original i jednim od najboljih filmskih nastavaka u povijesti filma. Zaradio je ukupno 520 milijuna USD, čime je postao najisplativiji film te godine.

## Radnja
Terminator T-800, identičan kao prethodni, vraća se iz budućnosti u sadašnjost, ali za razliku od radnje prvog filma, ovaj put je poslan sa zadatkom da zaštiti Saru Connor (Linda Hamilton i njezinog desetogodišnjeg sina Johna Connora (Edward Furlong) od novog unaprijeđenog prototipa T-1000 (Robert Patrick), sačinjenog od tekućeg metala kojemu je jedini zadatak eliminiranje Sarinog sina.
Radnja započinje dolaskom novog Terminatora T-800 iz budućnosti, nakon kojeg dolazi naizgled čovjek, također iz budućnosti, za kojeg se uskoro doznaje da je unaprijeđeni kiborg, kojemu je jedini zadatak pronaći i ubiti Johna Connora. T-1000 je brži i pronalazi Johnove staratelje, ali on se već odvezao motorom sa svojim prijateljem Timom (Danny Cooksey). T-1000 poprima izgled policajca i kreće u potragu za Johnom. Nalazi ga u prodajnom centru, na odjelu zabave. Johna je na njega upozorio Tim pa bježi, a T-1000 kreće za njim. Njima dvojici je u susret, iz suprotnog smjera, došao T-800, koji spašava Johna. John bježi na parkiralište i odvozi se s motorom, ali ga T-1000 slijedi kamionom. Za njima obojicom kreće T-800 koji uništava protivnikov kamion, ali T-1000 naposljetku izlazi iz vatre kao poluoblikovana rastopljena legura humanoidnog oblika, da bi trenutak kasnije poprimio puni oblik.
Kada je doznao da mu je T-1000 ubio staratelje, John kreće izvaditi majku iz bolničke ustanove, napokon shvaćajući da nije psihički poremećena. U ustanovi nastaje novi obračun između Terminatora T-800 i T-1000, a Sara se prestravi kada ugleda T-800 pred sobom. Međutim, John joj objasni da im je došao pomoći, nakon čega bježe autom iz ustanove, dok T-1000 juri za njima. Kada Sara shvati da je poslije uništenja prethodnog Terminatora ostao mikročip na kojem radi Cyberdyne System, odluči pronaći inženjera Dr. Miles Bennett Dyson (Joe Morton) i ubiti ga. Upada naoružana u njegovu kuću i upuca ga pred obitelji. Naposljetku shvaća kako to neće spriječiti budućnost te zajedno s njim, Terminatorom i Johnom odlazi u sjedište Cyberdyne Systemsa gdje traži mikročip kako bi ga uništili. Uskoro dolazi policija i okružuje zgradu, ali dolazi i T-1000 koji ih ponovno napada.
U bijegu, Terminator, Sara i John odlaze u željezaru, kamo ih slijedi T-1000, koji napada i ozbiljno ozljeđuje Terminatora, koji se gasi. Nakon toga kreće na Johna, ali ga majka pokušava zaštititi. U posljednjem trenutku, Terminator uključuje rezervni sustav i uništava T-1000 tako što ga baca u rastaljeno željezo. Kada su bacili i mikročip u užareni kotao, Terminator se oprosti od Sare i Johna, jer i on mora biti uništen kako njegov mikročip opet ne bi došao nekome u ruke, što bi moglo ponovno uzrokovati slijed događaja koji bi doveli do katastrofične budućnosti.

## Glumci
- Arnold Schwarzenegger kao Terminator (T-800), kibernetički humanoidni organizam kojeg je stvorio Skynet kao lovce na ljude; međutim John Connor iz budućnosti je promijenio njegov program i poslao ga da zaštiti Johna
- Linda Hamilton kao Sarah Connor, Johnova majka koja je lišena slobode i institucionalizirana u zdravstvenu ustanovu za psihičke bolesnike. Njen sin je oslobađa iz zatočeništva
- Edward Furlong kao John Connor, Sarin sin i budući vođe pokreta otpora posljednjih ljudi protiv pobunjenih robota u postapokaliptičnom svijetu. U sadašnjosti je tinejdžer kojeg lovi nova verzija terminatora, a pokušava ga zaštititi T-800
- Robert Patrick kao T-1000, unaprijeđeni kiborg koji se sastoji od tekuće legure koja može poprimati razne oblike
- Earl Boen kao Dr. Peter Silberman, nekadašnji policijski psihijatar
- Joe Morton kao Dr. Miles Bennett Dyson, inženjer Cyberdyne Systemsa koji radi na novom revolucionarnom mikročipu koji bi trebao postati osnova za zloglasni Skynet
- S. Epatha Merkerson kao Tarissa Dyson
- Castulo Guerra kao Enrique Salceda
- Danny Cooksey kao Tim, Johnov srednjoškolski prijatelj
- Jenette Goldstein kao Janelle Voight, Johnova starateljica koju ubija T-1000 i preuzima njen lik
- Xander Berkeley kao Todd Voight, Johnov staratelj
- Ken Gibbel kao Douglas

## Glazba
Guns N' Roses su za film napravili pjesmu You Could Be Mine i snimili videospot s brojnim efektima iz filma i Arnoldom Schwarzeneggerom s bendom. Naslovnu glazbu je ponovno skladao Brad Fiedel, koji je surađivao na originalnom filmu. Glazbenu temu je preuzeo iz originala, ali ju je obradio i pojačao.

## Nagrade

### Oscar
- Oscar za najbolju montažu zvuka
- Oscar za najbolju šminku
- Oscar za najbolje vizualne efekte
- Oscar za najbolji zvuk

### BAFTA
- Nagrada za najbolje vizualne efekte
- Nagrada za najbolji zvuk

### Nagrada Saturn
- Nagrada za najbolje specijalne efekte
- Nagrada za najbolju režiju
- Nagrada za najbolju izvedbu mladog glumca/glumice
- Nagrada Saturn za najbolju glumicu (na filmu)

## Vanjske poveznice
- Terminator 2: Sudnji dan - lionsgate.com (engl.)
- Terminator 2: Sudnji dan - IMDb (engl.)
- 2: Sudnji dan - boxofficemojo.com (engl.)